# Rafael Curruchiche
José Rafael Curruchiche Cucul (San Benito (Petén), 28 de julio de 1970) es un abogado y fiscal guatemalteco. Desde el 3 de agosto de 2021, dirige la Fiscalía Especial contra la Impunidad (FECI), tras ser nombrado por la fiscal general María Consuelo Porras. Antes de asumir este cargo, Curruchiche se desempeñó como jefe de la Fiscalía de Delitos Electorales y ha sido una figura controvertida en el sistema judicial guatemalteco. Ha sido cuestionado y sancionado por varios gobiernos y organizaciones internacionales incluidos la Unión Europea, la ONU, el Departamento de Estado de los Estados Unidos, Reino Unido, entre otros.

## Primeros años
Curruchiche Cucul nació el 28 de julio de 1970 en San Benito, Petén, Guatemala en el seno de una familia numerosa con siete hermanos. Se graduó como abogado en 2011 y obtuvo una maestría en derecho penal en la Universidad de San Carlos de Guatemala en mayo de 2024. Inició su carrera en el Ministerio Público desempeñándose en fiscalías municipales de Malacatán (San Marcos) y Rabinal (Baja Verapaz). En 2016, fue trasladado a la Fiscalía de Delitos Electorales, donde en 2019 fue nombrado jefe, sucediendo a Óscar Schaad.
El 3 de agosto de 2021, la fiscal general María Consuelo Porras lo designó como jefe de la Fiscalía Especial contra la Impunidad (FECI), en sustitución de Juan Francisco Sandoval. Desde entonces, su gestión ha sido objeto de críticas por presunta protección a figuras políticas y persecución a operadores de justicia y periodistas.

## Cuestionamientos
Su gestión ha sido objeto de críticas tanto a nivel nacional como internacional. Diversos sectores lo acusan de utilizar su posición para proteger a figuras políticas vinculadas al poder y de emprender acciones legales contra fiscales, jueces, periodistas y opositores que han investigado casos de corrupción. Estas acciones han generado preocupación sobre la independencia del sistema judicial en Guatemala y han sido señaladas como intentos de socavar la democracia en el país.
En 2022, el Departamento de Estado de Estados Unidos incluyó a Curruchiche en la Lista Engel, que identifica a actores corruptos y antidemocráticos en Centroamérica, acusándolo de obstruir investigaciones sobre corrupción y de presentar denuncias infundadas. Además, en 2025, el Reino Unido y la Unión Europea impusieron sanciones similares, prohibiéndole la entrada a sus territorios y señalándolo como una figura que ha socavado la democracia en Guatemala.
En años recientes, Curruchiche ha estado en el centro de la controversia por solicitar órdenes de captura contra el exministro de Defensa colombiano Iván Velásquez Gómez y la fiscal general de Colombia, Luz Adriana Camargo, acusándolos de delitos relacionados con su trabajo en la Comisión Internacional contra la Impunidad en Guatemala (CICIG). Estas acciones han sido ampliamente criticadas por la comunidad internacional, que las considera represalias políticas contra quienes lucharon contra la corrupción en Guatemala. La ONU aclaró que Velásquez como los otros juristas internacionales que participaron en la CICIG gozan de inmunidad diplomática por lo que la orden de captura carece de respaldo jurídico.
El 2 de junio de 2025, el presidente de Colombia Gustavo Petro, durante un consejo de Ministros, ordenó que se emitiera la prohibición nacional de entrada a cualquier lugar de Colombia a la fiscal de Gustemala Consuelo Porras y los que llamó «sus amigos mafiosos» por el acto de exigir una orden de captura «espuria y sin fundamento legal» contra ex comisionados de la Comisión Internacional contra la Impunidad en Guatemala que actualmente poseen respaldo y inmunidad internacional ante la ONU y la Corte Internacional de Justicia.